# 盲刺鳅
盲刺鰍為輻鰭魚綱合鰓目刺鰍亞目刺鰍科的其中一種，分布於非洲剛果河下游急流區，體長可達17公分，棲息在底層水域，屬肉食性，可做為食用魚及觀賞魚。